# Tragostomoides
Tragostomoides is een kevergeslacht uit de familie van de boktorren (Cerambycidae). De wetenschappelijke naam van het geslacht werd voor het eerst geldig gepubliceerd in 1954 door Breuning.

## Soorten
Tragostomoides is monotypisch en omvat slechts de volgende soort:
- Tragostomoides pretiosus Breuning, 1954